# 第10機動国境支隊
第10独立作戦対応支隊「ドゾル」（ウクライナ語: 10-й окремий загін оперативного реагування «ДОЗОР»、軍事部隊 1496）としても知られる第10機動国境支隊（ウクライナ語: 10-й мобільний прикордонний загін）は、ウクライナ国境の不可侵性を確保するために国境警備局に割り当てられた任務を直接遂行する国境警備機関。

## 歴史
2018年4月中旬、さまざまな地域での任務の遂行を確実にするため、ハルキウ、ジトーミル、リヴィウ、ヘルソン、オデッサに拠点を置く特殊作戦部門「ドゾル」の配備が開始された。2018年5月に、分遣隊の階級のための新しい選抜コースが始まる予定。
年末までに国境特殊部隊約1,000人を配置し、海上特殊部隊創設への取り組みを強化する予定で、そのうち約270名がアゾフ海と黒海の海域でドゾルM部隊に勤務する予定。
2019年5月、米国大使館の援助により、パトロールや襲撃目的に使用できるセーフボート2隻が国境局に引き渡された。これらの現代的なボートは、第10独立作戦対応部隊（D.O.Z.O.R.）によってさまざまな運用およびサービス目的で使用される予定。ボートの乗組員は4人の軍人で構成されているが、装備を備えた空挺部隊を最大20名収容可能。
2019年9月、部隊はリトアニアでの（13チームが参加する）国際競技会に参加し、2位を獲得した。
2022年2月24日以降、この分隊はロシアのウクライナ侵攻に積極的にかかわっている。部隊の成功全体の詳細については、情報が現在機密扱いのため、戦争での勝利後に説明される。
2023年4月30日、第10機動国境支隊はウォロディミル・ゼレンスキーの大統領令により「勇気と勇敢さに対する栄誉賞」を授与された。

## 構造
管理:
- 指揮;
- 体制の整備と情報の保護;
- 本部;
- 運用・調査部門

主な区分:
- 第1部門
- 第2部門
- 第3部門
- 第4部門
- 犬部門
- 特殊装備部門

支援部門:
- 材料および技術支援グループ
- 地域部門

## 任務
この分隊の特別任務は以下が含まれる:
- 国家国境庁の決定で決まった方面で、現地の（スポット）行動を実行し、下部部隊の行動を指示すること
- ウクライナ法「ウクライナ国家当局および役人の国家保護について」に定義されている、ウクライナ大統領およびその他の役人の常駐先および一時滞在先の保護の組織に関連する活動への参加。
- 対テロ活動
- 不法移民、奴隷貿易、違法麻薬密売との闘い
- 特殊作戦
- 特別諜報活動の実施
- 上級官僚の安全確保
- 国家保安庁のライン部隊向けの訓練イベントの実施
- 反破壊活動
- 作戦活動

## 指揮官
- ワディム・フリホロヴィチ・ソブコ大佐
- マクシム・ヴィレニノヴィチ・バラグラ大佐

## 武装
- UAR-15ライフル[9]